# Franciszek Ksawery Prek

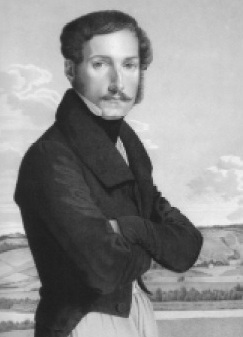
Franciszek Ksawery Prek – autoportret

Franciszek Ksawery Prek (ur. 29 sierpnia 1801 w Nozdrzcu, zm. 12 września 1863 roku w Sielcu) – polski malarz i pamiętnikarz. Malował wizerunki wpływowych ludzi, a swoje obserwacje z podróży zapisywał w dzienniku, stanowiącym obecnie źródło wiedzy na temat ówczesnego życia i wydarzeń.

## Życiorys
Franciszek Ksawery Prek przyszedł na świat jako syn Amelii z domu Bukowskiej (1773–1838) i Tadeusza (1767–1833). Pochodził ze szlacheckiej rodziny pieczętującej się herbem Borck. 
Urodził się jako osoba głuchoniema. W 1808 r. matka zabrała go do Instytutu dla Głuchoniemych w Wiedniu, gdzie pobierał nauki, stając się prymusem. Spędził tam jednak zaledwie trzy miesiące, a jego szybki powrót do domu spowodowany był przez ogłoszony przez Austrię stan wojenny z Francją oraz zła sytuacja finansowa rodziny. Matka Preka, chcąc zapewnić mu odpowiednią edukację, zatrudniała nauczycieli domowych posługujących się językiem migowym, ale także sama go uczyła m.in. języka francuskiego i gry na fortepianie.

### Twórczość
Przełomowym rokiem dla Franciszka był 1817, kiedy został zaproszony do pałacu Czartoryskich w Sieniawie. Spędził tam 5 lat, przebywając w towarzystwie bogatych i wpływowych osobistości, takich jak Adam Czartoryski, Izabella Czartoryska, Feliks Bernatowicz oraz Krystyn Lach Szyrma. W trakcie tego pobytu odkrył swoje zainteresowanie sztuką. W 1821 r. zaczął brać lekcje rysunku od Józefa Richtera, spolonizowanego Niemca, absolwenta Akademii Sztuk Pięknych w Dreźnie. W 1824 r. za sprawą obrazu Sala Pałacu w Sieniawie z 1821 r. zadebiutował na szerszą skalę. Obraz ten został wydany przez Józefa Pillera ze Lwowa jako litografia. 

### Dziennik
Dzięki pomocy matki, Prek od 1818 r. prowadził dziennik. Opisywał w nim życie dwóch klas społecznych w kręgu, których najczęściej bywał, a więc szlachty oraz ziemiaństwa. Możemy dzięki niemu poznać zachowania oraz obyczaje panujące na dworach najbogatszych, jak i biedniejszych mieszkańców ówczesnej Galicji. Franciszek zapisywał dziennik z niemal fotograficzną pamięcią, a największą z zalet był autentyzm historyczny. Głównymi źródłami dla dziennika Preka były: własne spostrzeżenia i obserwacja, informacje od najbliższego otoczenia i osób trzecich, a także gazety, rękopisy, obrazy.
Dziennik planował pisać do śmierci matki, o czym świadczy zapisane w nim zdanie: Mój dziennik zebrany z wszystkich codziennych zdarzeń i widowisk, za pomocą mojej matki spisany, zakończony jej zgonem. W postanowieniu wytrzymał pół roku. Wznowił pisanie 23 czerwca 1839 r., ostatecznie zakończył w 1855 r. Po śmierci Franciszka Ksawerego Preka w 1863 r. dziennik został opracowany przez Henryka Barycza i wydany w 1959 r. Barycz zapiski artysty uznał za wścibskie, wytykając mu jego niezaspokojoną ciekawość, jednak to, według niego, nadało im wyjątkowego charakteru, przepełnionego barwnymi opisami oraz szczegółami. 

### Podróż do Krakowa

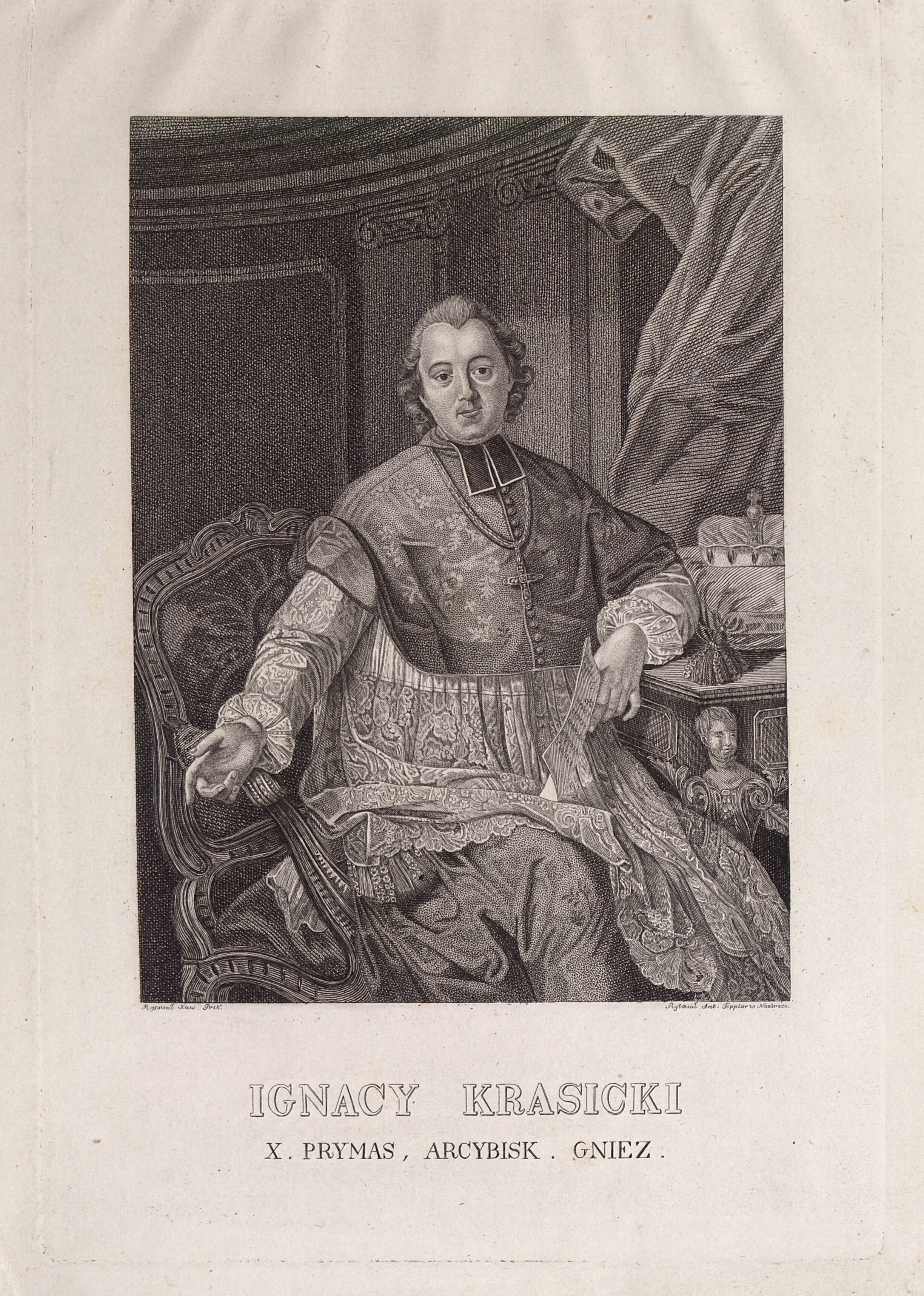
Portret Ignacego Krasickiego, miedzioryt Antona Tepplara wg rysunku Franciszka Ksawerego Preka, z: Wizerunki znakomitych ludzi w Polszcze..., Kraków 1830, z. 2 tabl. 6

W 1827 r. Prek odbył podróż do Krakowa, gdzie odwiedził rodzinę Potockich. W trakcie tego pobytu w 1828 r. rozpoczął prace nad ikonografią biograficzną wybitnych Polaków zatytułowaną Wizerunek znakomitych ludzi w Polszcze z dołączeniem, krótkiego każdej osoby żywota, wydane staraniem Xawerego Preka. W dziele artysty znajdziemy portrety takich osób jak: Adam Kazimierz Czartoryski, Ks. Piotr Gamrat, Zbigniew Gorayski, Katarzyna Habsburżanka, Ks. Ignacy Krasicki, Jerzy Sebastian Lubomirski, Ks. Samuel Maciejowski, Konrad I, Bartłomiej Nowodworski, Mikołaj Krzysztof Radziwiłł, Barbara Radziwiłłówna, Stanisław Potocki (Rewera), Jan Amor Tarnowski, Ks. Piotr Tomicki, Władysław IV Waza, Mikołaj Wolski, Ks. Jan Paweł Woronicz, Zygmunt II August.

### Podróż do Warszawy
W 1830 r. Franciszek Ksawery udał się w podróż do Warszawy, gdzie zamieszkał na dworach Czartoryskich, Potockich oraz Zamoyskich. Poznał tam wielkiego księcia Pawłowicza Romanowa i Mikołaja I Romanowa, któremu chciał przekazać oryginalne rysunki wykorzystane w litografii. Jednak na skutek pomyłki spowodowanej pośrednikami trafiły one do żony cesarza Aleksandry Fiodorow. Za ten dar caryca odwdzięczyła się Prekowi złotym pierścieniem wysadzanym ametystem i brylantami. W tym samym roku Franciszek powrócił do rodzinnego miasta, nie osiadł tam na długo ponieważ w lipcu 1831 r. rozpoczął serię podróży po Galicji, w trakcie której odwiedził zaprzyjaźnione dwory. Bywał m.in. u Pawlikowskich w Medyce, w Zarzeczu u Morskich, w Wysocku u Czartoryskich i u wuja Bukowskiego w Domašy. W 1834 r. zabrał matkę do uzdrowiska Lubień niedaleko Lwowa. 

### Ostatnie lata życia
Po śmierci matki w 1838 r. Prek kupił wieś Sielec za 24,5 tysiąca złotych reńskich, gdzie w 1843 r. wybudował dworek, w którym osiadł na stałe. Pomimo długów rodzinnych pozwolił sobie na wyjazd do Rzymu. Kłopoty finansowe ciągnące się za jego rodziną przez laty pokonał dopiero w 1854 r. dzięki odszkodowaniu wprowadzonemu przez rząd za straty poniesione wskutek uwłaczania chłopów. 
Ostatnie lata spędził w swoim domostwie, skupiając się na pomocy najbiedniejszym, mimo własnych problemów finansowych. Finansował naukę oraz książki dla dzieci chcących pogłębiać wiedzę. W 1863 r. zachorował na tyfus, na który zmarł 12 września 1863 r. w swoim dworku. 15 września został pochowany na cmentarzu w Sędziszowie Małopolskim. Cały dobytek zapisał bratankowi Tadeuszowi Prekowi, sam bowiem nie miał potomstwa.
W 1950 r. został patronem szkoły podstawowej w Sielcu mieszczącej się w jego dawnej rezydencji.